# 4-Méthyloctane
Le 4-méthyloctane est un hydrocarbure saturé de la famille des alcanes de formule C9H20. C'est l'un des isomères du nonane. Il possède un centre stéréogène et est donc chiral. Il se présente sous la forme de deux énantiomères, R et S.